# Willem Snater
Willem Snater (Huizum, 16 april 1904 – Zeist, 6 maart 1974) was burgemeester van Nieuweschans tijdens de Tweede Wereldoorlog.

## Biografie
Snater werd geboren in het Friese Huizum (gemeente Leeuwarderadeel) als zoon van de latere burgemeester van Oude Pekela, Jan Snater (1878-1955) en Johanna Gosselaar (1877-1979). Hij trouwde in 1931 met Wijtske Piso (1904-1972).
Snater werd met ingang van 16 september 1942 tot burgemeester benoemd bij besluit van de secretaris-generaal van het departement van Binnenlandse Zaken. Snater werd op 2 oktober 1942 officieel geïnstalleerd. Hij was daarvoor werkzaam in de gemeenteadministratie. Hij bezocht de hbs te Winschoten en kreeg zijn verdere opleiding op de secretarie te Oude Pekela, waar zijn vader burgemeester was. Van Oude Pekela vertrok Snater naar de Friese gemeente Idaarderadeel, waar zijn vader ook werkzaam was geweest op de gemeentesecretarie van Idaarderadeel. Hij bekleedde de rang van commies. 
Snater werd op grond van het Zuiveringsbesluit 1945 met ingang van 6 augustus 1945 uit zijn functie van burgemeester gezet.